# Constanza de la Concepción
Constanza de la Concepción (Madrid, ? – Talavera de la Reina, 25 de gener de 1645) va ser una religiosa carmelita descalça espanyola.
Nascuda a Madrid en una família humil i devota de la Verge Maria, es desconeix la data del seu naixement. Malgrat tenir vocació religiosa com era pobra i no tenia dot, li era complicat poder entrar en un orde religiós, segons Esteban Dolz, es va barrejar entre les prostitutes que en una església els donaven opció a casar-se o entre en religió i d'aquesta manera va obtenir el dot. Va prendre els hàbits de carmelita descalça al convent de Talavera de la Reina en el moment de la seva fundació esdevenint-ne la primera novícia. Va viure sempre apartada del món i en contínua oració, fins al punt que la sobresaltaven les visites inesperades. Hom afirma que tingué el do de la profecia i encertà diverses de les coses que va predir. Als 80 anys, malgrat l'edat, encara tenia ànim de complir les seves obligacions. Més endavant sentí venir la seva mort, i assistida per una infermera, es va confirmar que tenia una malaltia greu. Va morir després de rebre els sagraments el 25 de gener de 1645. El seu enterrament fou solemne.